# Тронка (Кротоне)
Тронка је насеље у Италији у округу Кротоне, региону Калабрија.
Према процени из 2011. у насељу је живело 1711 становника. Насеље се налази на надморској висини од 8 м.